# Vårtan
Vårtan är en sjö i Södertälje kommun i Södermanland och ingår i Trosaåns huvudavrinningsområde. Sjöns area är 0,031 kvadratkilometer och den befinner sig 31 meter över havet.